# Conférence suisse des directeurs cantonaux de l'instruction publique
 (janvier 2024).
Si vous disposez d'ouvrages ou d'articles de référence ou si vous connaissez des sites web de qualité traitant du thème abordé ici, merci de compléter l'article en donnant les références utiles à sa vérifiabilité et en les liant à la section « Notes et références ».
La Conférence suisse des directeurs cantonaux de l'instruction publique (CDIP) est une conférence intercantonale qui réunit l'ensemble des 26 membres des gouvernements cantonaux suisses responsables du portefeuille éducation, formation, culture et sport dans leurs cantons respectifs.

## But
La CDIP coordonne l’éducation et la culture en Suisse, qui sont essentiellement de la compétence des cantons, selon le principe de subsidiarité, c’est-à-dire qu’elle se charge des tâches que ne peuvent assumer les cantons et les régions (groupements de cantons et/ou de communes dans des conférences régionales (de)). Elle n’est pas un ministère de l’éducation nationale, mais une instance de coordination entre les gouvernements des cantons.

## Outils
- Accords intercantonaux (concordats)
- Recommandations
- Déclarations
- Institutions :
  - Centre d’information et de documentation (IDES)
  - Conférence suisse des offices de formation professionnelle (CSFP)

## Histoire
Le 21 mai 2006, le peuple et l’ensemble des cantons approuvent à 86 % des voix la révision des articles constitutionnels sur la formation. En vertu de ces articles, la Confédération et les cantons sont tenus de coopérer et de réglementer certains paramètres importants à l’échelon national. Il s’agit de l’âge d’entrée à l’école, de la durée et des objectifs des niveaux d’enseignement et du passage de l’un à l’autre ainsi que de la reconnaissance des diplômes.
De 2001 à 2007, la CDIP prépare et fait signer le concordat HarmoS sur l’harmonisation de la scolarité obligatoire entre les différents cantons.
Elle est impliquée dans la gestion de la sortie de crise lors de la pandémie de Covid-19 de 2020.

### Président
- Depuis fin octobre 2016 : Silvia Steiner (LC/ZH)[2]
- 2013 -  2016 : Christoph Eymann (PL/BS)[2]
- 2006 - 2013 : Isabelle Chassot (PDC/FR)[3]
- ? - 2013 : Hans Ulrich Stöckling (de) (PLR/SG)[4]